# Rowlit
Rowlit var en sommarmusikfestival i Pargas i Finland. Festivalen brukade pågå i 1-3 dagar under juli. Festivalen arrangerades varje sommar i Pargas från 1991 till 2011, förutom sommaren 2010 då festivalen hade paus.
På festivalen förekom bland annat konserter med världsartister i Finlands största dagbrott, Pargas kalkgruva. Namnet på festivalen är en finlandssvensk stavning av det lokala dialektala uttalet av "roligt".